# Archaeoraptor

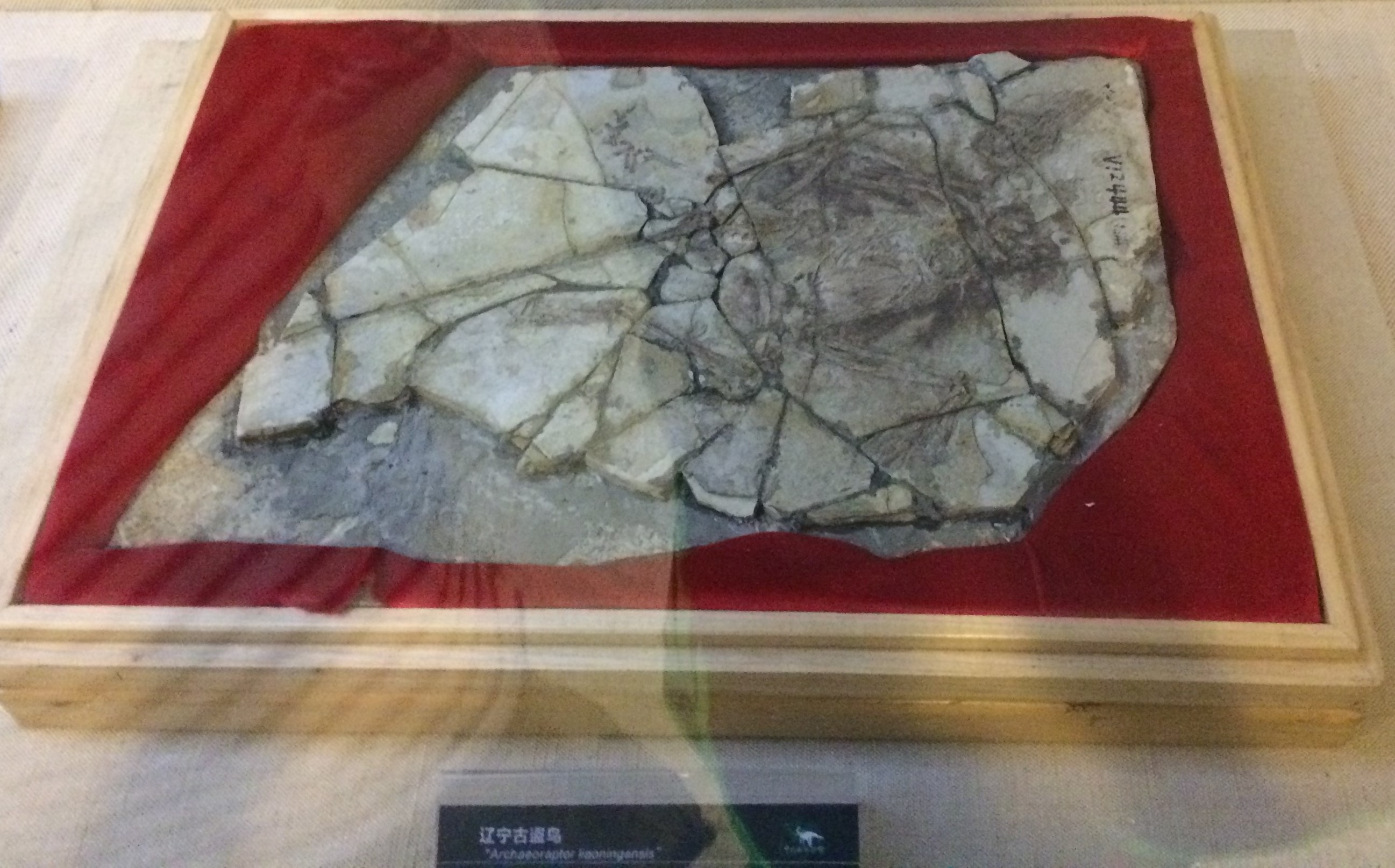
Het beruchte Archaeoraptorfossiel

Archaeoraptor was in juli 1997 een zeer opmerkelijke fossiele vondst in de Chinese provincie Liaoning. Met het lichaam van een vogel en de staart van een dinosauriër werd het Liaoning-fossiel gepresenteerd als een bijzondere tussenvorm tussen beiden. Op basis van wetenschappelijk onderzoek werd echter in 1999 aangetoond dat het fossiel een vervalsing was.

## De vervalsing
Het Archaeoraptor-fossiel was in februari 1999 tijdens de jaarlijkse Rock Show van Tucson, die niet strikt controleerde op de legale herkomst van de getoonde waren, voor tachtigduizend dollar onderhands op de zwarte markt gekocht door de beroemde paleontologisch illustrator Stephan Czerkas, mede conservator en eigenaar van een dinosauriërmuseum in Utah. Dit werd mogelijk gemaakt door een investering van M. Dale Slade. Een bevriende gezaghebbende paleontoloog, de Canadees Phil Currie, was bereid de vondst te beschrijven, mits het illegaal verkregen fossiel terugging naar China. Tijdens de beschrijving viel het Currie al op dat linker- en rechtervoet identiek waren en gevormd door splijting van één plaat die men aan beide zijden gespiegeld aangebracht had. Currie, achterdochtig geworden, liet daarop een CAT-scan uitvoeren door de expert Timothy Rowe uit Texas. Rowe kwam met het onwelkome bericht dat het fossiel uit twee niet bij elkaar passende hoofddelen bestond. Hierop liet Currie zijn hoofdpreparator, Kevin Aulenback, het fossiel verder onderzoeken. Aulenback kwam na twee dagen tot de overtuiging met een vervalsing van doen te hebben. Deze conclusies werden echter niet door Czerkas geaccepteerd.

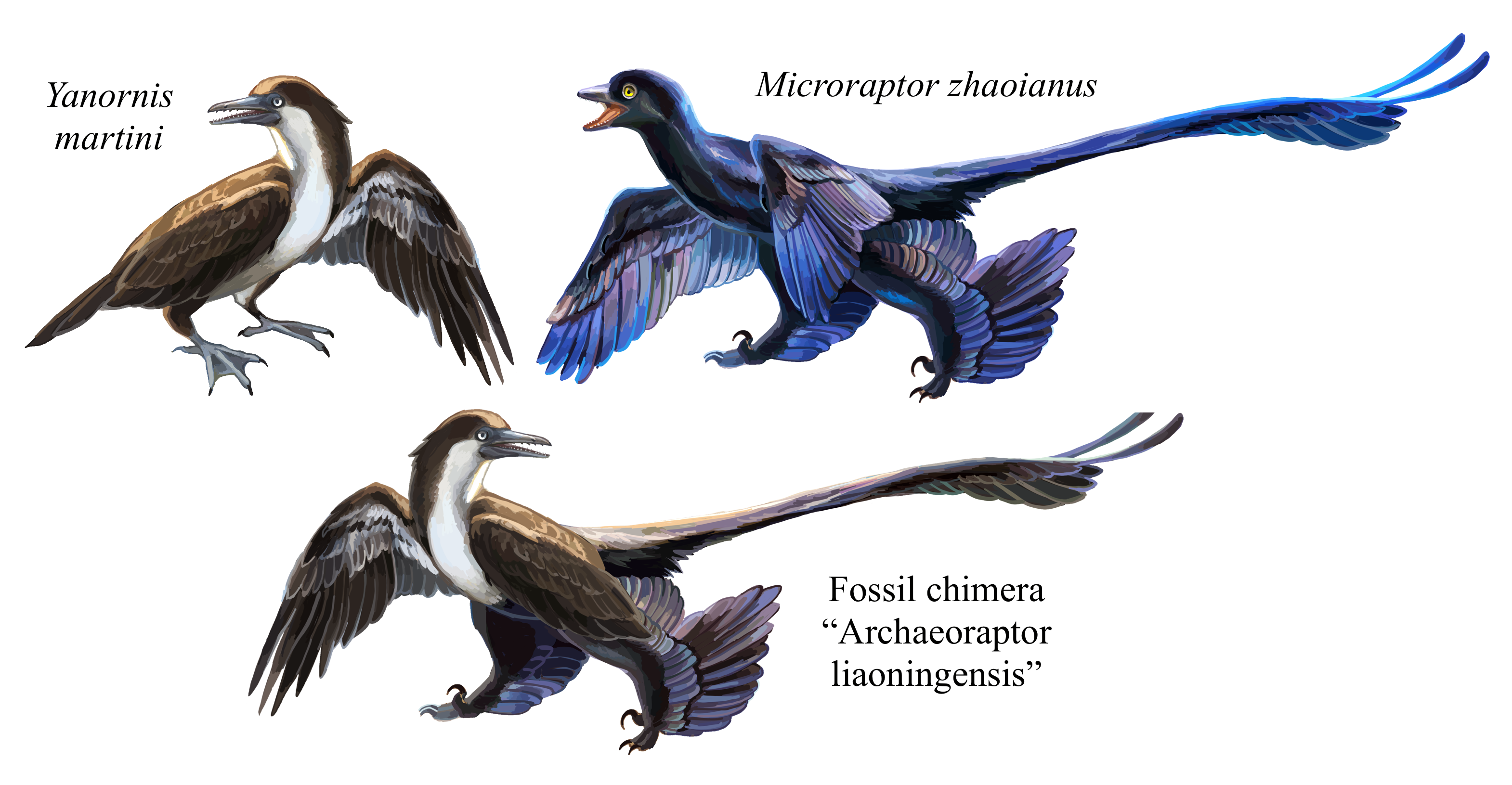
Twee dieren werden een

Currie had het tijdschrift van de National Geographic Society beloofd in november 1999 de ontdekking te mogen openbaren, vlak na een geplande publicatie in Nature. Czerkas had dit als strikte voorwaarde gesteld omdat zijn museum de publiciteit nodig had. Hoewel het artikel door Nature uiteindelijk geweigerd werd (en het dus niet tot een officiële beschrijving kwam), zette de NGS de bekendmaking van een "Archaeoraptor" door, samen met andere soorten en begeleid door veel tamtam op een persconferentie op 15 oktober. In november verscheen de maandelijkse editie met een artikel over gevederde dinosauriërs, Feathers for T-rex?, waarin het fossiel te zien was met de aanduiding "Archaeoraptor" en de aankondiging dat de soort door Czerkas zo benoemd zou gaan worden. De reden hiervoor was dat het blad niet door Currie van de problemen op de hoogte werd gesteld. Hij begreep toen al dat de vervalsing weldra aan het licht zou komen. Hij kon het slechte nieuws echter niet zelf brengen omdat hij zich dan tegenover National Geographic hopeloos zou compromitteren. Hij liet daarop zijn vriend, de Chinese paleontoloog Xu Xing, de boodschapper zijn. Xu's onderzoek in december 1999 naar de herkomst van het Archaeoraptor-fossiel bracht onomstotelijk aan het licht dat het niet slechts een samenvoeging van meerdere individuen was maar ook een chimaera, samengesteld uit minstens drie verschillende diersoorten. De staart kwam van een gespleten fossiel van een kleine dromaeosauriër; de (gespleten stukken van de) voet van een nog onbekend dier en voor het linkerdijbeen en de onderbenen waren ook weer andere fossielen gebruikt. Xu, voor het terughalen van het fossiel reeds in augustus naar de Verenigde Staten gereisd, had hierover zijn vermoedens al kort voor de persconferentie tegen Currie geuit. Het staartfossiel werd uiteindelijk beschreven als Microraptor, de bovenkant (IVPP V12444) werd eerst Archaeovolans repatriatus genoemd ("oude vlieger die naar zijn land is teruggekeerd"), maar bleek in 2002 identiek te zijn aan Yanornis martini. National Geographic drukte in maart een brief af van Xu en bood in het oktobernummer van 2000 omstandig zijn excuses aan aan zijn lezers, hoewel niet het hele verhaal uit de doeken gedaan werd. De meeste versies van het verhaal die tegenwoordig te lezen zijn, stammen van dit onvolledige artikel. Een meer volledig relaas werd in 2002 gedaan door het boek Bones of Contention van Paul Chambers.

## Het belang van "Archaeoraptor"

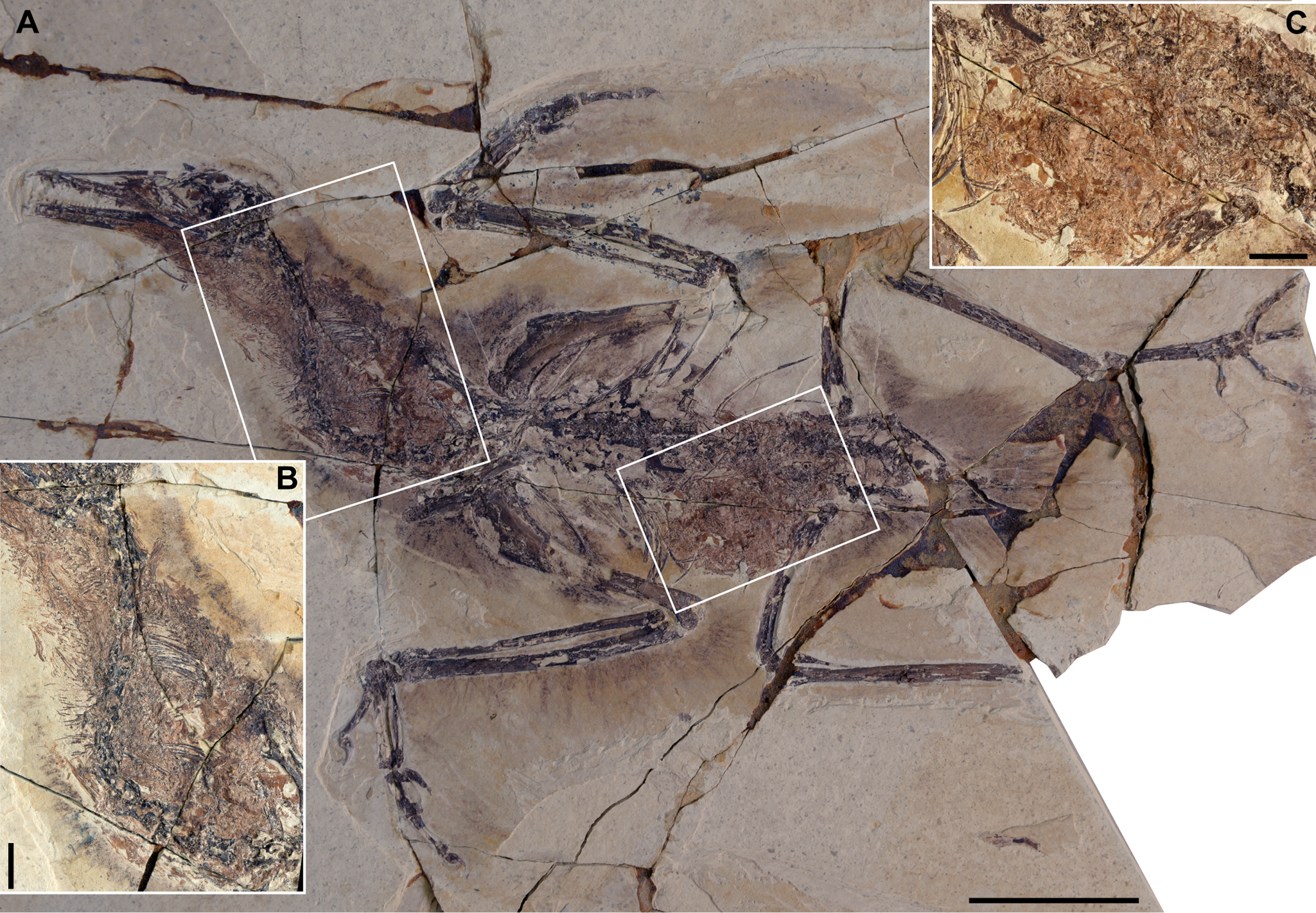
Yanornis

Er heersen over Archaeoraptor een aantal misvattingen. De eerste is dat het fossiel een opzettelijke totale vervalsing zou zijn, een Piltdown Bird, net zo bewust misleidend als de Piltdown Man. In feite had men, zoals het uitgebreide onderzoek van Xu aantoonde, verschillende nog geen meter van elkaar gevonden fragmenten creatief tot één compleet geheel samengevoegd om de waarde te verhogen. Dat die aan verschillende soorten toebehoorden, was de makers niet echt duidelijk.
De tweede is dat Archaeoraptor een fossiele overgangsvorm van zeer uitzonderlijk belang zou zijn geweest, ware hij maar echt gebleken. De authenticiteit van Archaeoraptor zou echter aan ons beeld van de oorsprong van de vogels maar weinig hebben veranderd; alleen zou dan duidelijk geworden zijn dat sommige vrij geavanceerde vogels vrij lang een lange staart hebben behouden; iets wat een latere vondst, Jeholornis beschreven in 2002, overigens alsnog aangetoond heeft: dieren als Archaeoraptor bestonden dus werkelijk. De echtheid van het fossiel zou dus geen grote doorbraak in het onderzoek naar de afkomst van de vogels hebben betekend en is geenszins cruciaal voor de hypothese dat vogels dinosauriërs zijn. Het speciale belang voor Czerkas lag hem juist hierin dat deze het fossiel zag als bewijs voor zijn persoonlijke overtuiging dat dromaeosauriërs van vliegende vormen afstammen in plaats van andersom.
Een laatste misvatting is dat achteraf de beide stukken aan heel verschillende dieren blijken te hebben toebehoord. Microraptor is echter misschien technisch gezien geen vogel (afhankelijk van zijn fylogenetische positie en de definite van Aves), maar was desalniettemin een gevleugelde vorm die door iedere leek voor een "vogel" aangezien zou worden. Was Archaeopteryx niet bekend geweest dan zou Microraptor perfect de rol van dé oervogel hebben kunnen vervullen. Net zoals sommige echte vogels wel degelijk een lange staart hadden, zo hadden iets primitievere andere dinosauriërs wel degelijk vleugels.
De kleine groep paleontologen die zich verzet tegen de theorie dat vogels dinosauriërs zijn, de BAND (Birds Are Not Dinosaurs), greep de vervalsing aan om dit hele idee in diskrediet te brengen. De conservator van de ornithologische afdeling van het Smithsonian Institute, Storrs L. Olson, drukte het zo uit: There is no such thing as a "feathered dinosaur". It's the same as saying that Elvis is on the dark side of the moon. Aanhangers van het creationisme sprongen hierop in door te beweren dat de affaire eens te meer bewees dat ook het hele idee van evolutie grote onzin was en evolutionisten dwazen en oplichters waren, die het maar niet onderling eens konden worden.

## Taxonomische problemen

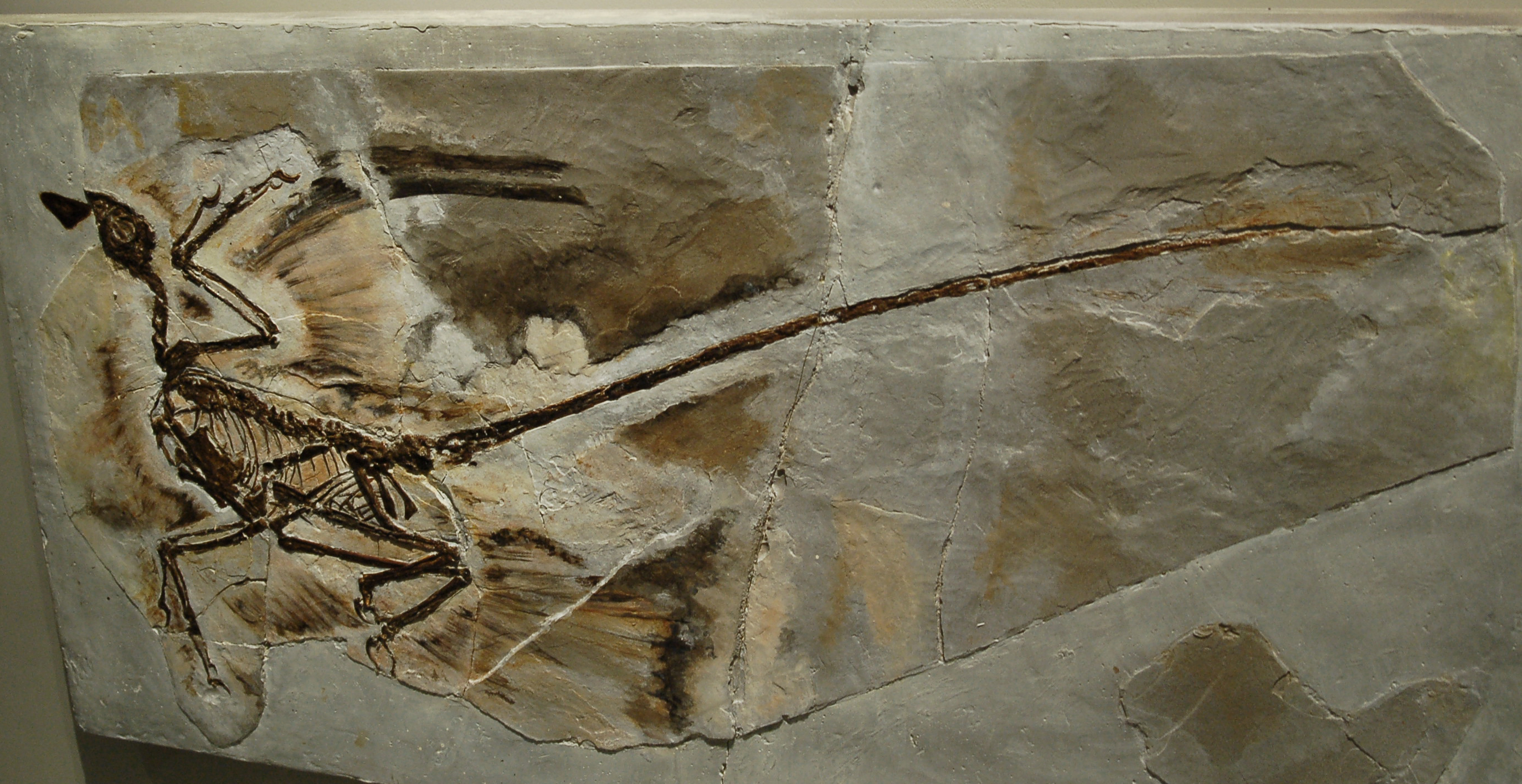
Microraptor

Archaeoraptor heeft voor wat taxonomische moeilijkheden gezorgd:
- In november 1999 gebruikte de hoofdredecteur van National Geographic Christopher P. Sloan de naam Archaeoraptor liaoningensis maar zei er meteen bij dat dit geen daad van naamgeving was zodat de naam "Archaeoraptor" nooit aan een holotype is toegekend en dus een nomen nudum bleef.
- In april 2000 publiceerde Storrs Olson desalniettemin de naam Archaeoraptor liaoningensis samen met een beschrijving van en een verwijzing naar de staart van het fossiel. In principe zou dit geldig zijn. Olson dacht echter dat Sloan al geldig beschreven had en dat hij nu de naam slechts beperkte tot een lectotype uit de verschillende syntypen waaruit het fossiel gebleken was te bestaan. Men neemt daarom meestal aan dat de naamgeving door Olson toch niet geldig is maar een nomen vanum gecreëerd heeft: artikel 16 van de zoölogische nomenclatuur (ICZN) eist voor nieuwe namen gepubliceerd na 1999 dat ze expliciet als nieuwe naam vermeld worden.
- In december 2000 beschreven Xu et alii het fossiel waarvan de staart afkomstig was als Microraptor zhaoianus. Deze naam wordt dus meestal als geldig beschouwd: zou men echter menen dat Olson slaagde in zijn naamgeving dan is Microraptor het jongere synoniem en heet die soort eigenlijk Archaeoraptor.